# موراي إس. هوفمان
موراي إس. هوفمان (بالإنجليزية: Murray S. Hoffman)‏ هو طبيب قلب وطبيب أمريكي، ولد في 15 أبريل 1924 في دنفر في الولايات المتحدة، وتوفي بنفس المكان في 23 مارس 2018.